# David Prior
David Prior, född 6 januari 1969 i Cambridge i Massachusetts, är en amerikansk filmregissör, manusförfattare, producent och klippare, vars mest kända insatser är i den kultförklarade skräckfilmen The Empty Man, och i de två TV-serierna Voir: Filmens roll i modern kultur och Guillermo del Toro's Cabinet of Curiosities. Han har också samarbetat tillsammans med David Fincher och Michael Bay, och regisserat och producerat dokumentärer avsedda för film.

## Filmografi (i urval)
| 2020 | The Empty Man | Ja | Ja | Nej | Ja | [ 5 ] |

### TV-serier
| 2021 | Voir: Filmens roll i modern kultur          | Ja | Ja  | Ja  | Avsnitten "Summer of the Shark" och "But I Don't Like Him" |
| 2022 | Guillermo del Toro's Cabinet of Curiosities | Ja | Nej | Nej | Avsnittet "The Autopsy"                                    |